# This Is Us
This Is Us (с англ. — «Это — мы») — седьмой студийный альбом американской группы Backstreet Boys, вышедший в сентябре 2009 года на лейбле Jive Records. Это их второй диск, записанный в отсутствие участника группы Кевина Ричардсона. После альбомов с более органичным и «взрослым» звучанием, Never Gone (2005) и Unbreakable (2007), BSB решили вернуться к танцевальной поп-музыке. Название альбома выбрано в подтверждение, что это их истинное звучание и стиль.
В США альбом дебютировал на девятой строчке хит-парада Billboard 200, что сделало Backstreet Boys одной из трёх групп, первые 7 альбомов которых стартовали в первой десятке хит-парада альбомов в США. Первый сингл альбома, «Straight through my heart», был выпущен в августе-сентябре 2009 и занял 1 место в чарте Тайваня, 3 место в Японии, 19 место в Канаде, 72 место в Великобритании и 18 место в чарте США Hot Dance Club Songs. This Is Us стал последним альбомом группы, записанным в сотрудничестве с Jive Records и их последним альбомом в качестве квартета перед возвращением в группу участника Кевина Ричадсона в 2012 году.

## История создания
Запись альбома началась в апреле 2008 года, пока группа все ещё выступала с туром в поддержку предыдущего альбома.
В перерыве между выступлениями группа отправилась в студию в Манчестере, чтобы записать написанную Райаном Теддером (участником группы OneRepublic) песню «Undone» (с англ. — «Разрушены»), ставшую последней композицией альбома. «Это был первый раз, когда мы записывали альбом во время тура в поддержку другого альбома» — вспоминает Литтрелл. «Мы всегда отдыхали примерно год, чтобы действительно отойти от этого режима, но в этот раз мы хотели запечатлеть в альбоме энергию концертных выступлений». Ещё одна песня, написанная Райаном и Эй Джеем Маклином, не попала в альбом. Английский продюсер Саймон Ковелл хотел предложить «Shadows» (с англ. — «Тени») певице Леоне Льюис, но посчитал, что песня больше подходит бой-бэнду. Композицию записала ирландская поп-группа Westlife для своего нового альбома Where We Are.
Почти сразу после завершения тура Backstreet Boys продолжили работу над альбомом в Conway Studios (Лос-Анджелес) — по словам Маклина, одном из самых комфортных мест для записи. Клод Келли (Бритни Спирс,Келли Кларксон) вместе с Soulshock & Karlin (Джоджо, Нелли) написали песни «Bye Bye Love» (с англ. — «Пока, пока, любовь») и «If I Knew Then» (с англ. — «Если бы я знал тогда»). «Мы очень хотели раздвинуть рамки с этим альбомом, — сказал Хауи Дороу. — Мы хотели обратиться к некоторым авторам, работу с которыми люди не ожидали от нас увидеть».
Сотрудничество с Джимом Джонсином оказалось одним из самых производительных, его результатом стали три песни в альбоме, включая заглавную песню. Продюсер, известный по своим работе в жанре хип-хоп (T.I., Soulja Boy и Flo Rida), удивил Backstreet Boys признанием в его постоянной тяге к их музыке. «Это было примерно так: „Подожди секунду, так ты наш поклонник?“ — смеётся Картер. — Ты же один из самых актуальных продюсеров сегодня». Продюсер работал также над дуэтом группы с рэпером Pitbull — песней «Helpless» (с англ. — «Беспомощен»), которая стала бонус-треком альбома. Джим Джонсин предложил его, когда группа выразила желание работать вместе с каким-либо рэпером. Они послали ему песню, и Pitbull написал и исполнил свой куплет.
Джим Джонсин признался, что запись с группой была «невероятным опытом… Альбом цельный, и парни стараются сделать отличные песни». Джонсин добавил: «Они на самом деле сказали: у них было такое ощущение, что они записывают свой первый альбом. Я уверен, что этот альбом станет для них очень успешным».
Негативные слухи о Backstreet Boys влияли на желание людей работать с ними. Когда Ник Картер впервые позвонил известному продюсеру и рэперу T-Pain с предложением о сотрудничестве, последний растерялся, не зная, что ответить. В итоге группа совместно с ним написала «She’s s dream» (с англ. — «Она — мечта») и «International Luv» (с англ. — «Международная любовь»), бонусный трек японской версии альбома. Продюсер пришёл с готовыми первым куплетом и припевом песни «She’s a Dream». Лейбл звукозаписи группы был недоволен присутствием слова «shorty» (жарг. «Красивая девушка», используется в основном рэперами). Группа согласилась также на применение эффекта auto-tune, чтобы подчеркнуть, что это песня T-Pain. «Это его влияние. Мы не пытались писать тексты с „shorty“ и быть кем-то другими».
Для воссоздания «оригинального» для них звучания группa обратилась к Максу Мартину, известному шведскому продюсеру и автору песен, который был автором таких хитов группы, как «Everybody (Backstreet’s Back)», «I Want It That Way», «Larger Than Life» и «Show Me The Meaning of Being Lonely». Группа встретилась с ним за ужином, когда посещала Стокгольм в рамках концертного тура The Unbreakable Tour. По словам Эй Джей Маклина: «Мы встретились с ним во время тура в поддержку последнего альбома, чтобы просто удостовериться, что он вообще заинтересован. Очевидно, что он был занят с P!nk, Келли Кларксон и подобными исполнителями. Он отослал нам песню под названием „Bigger“ (с англ. — «Благороднее», букв. «Больше») и нам она очень понравилась — это как новая „I Want It That Way“. Он — одна из причин, почему у нас были такие популярные хиты». «Bigger» стала вторым синглом группы из этого альбома, в её честь планировалось назвать альбом. Группа отказалась от этой идеи, потому что подобное название могло быть неверно истолковано средствами массовой информации как «проявление мании величия».
Группа почти закончила работу над альбомом, когда с ними связался шведский продюсер и автор песен RedOne и предложил им три песни. Backstreet Boys испытывали трудности в выборе первого сингла из 5-6 вариантов. Наиболее вероятным претендентом являлась песня «PDA». «Мы уже практически закончили запись, прежде чем все произошло», — говорит Дороу, — «Я очень рад, что мы не успели, потому что RedOne смог добиться звучания, которого мы искали, особенно на „Straight Through My Heart“ (с англ. — «Прямо в моё сердце»). Это отличное сочетание евродэнс и родного нам поп/R&B стиля, которое отчасти напоминает наши ранние песни». Ещё одна из его песен, оптимистичная «All of Your Life (You Need Love)» (с англ. — «Всю твою жизнь (тебе нужна любовь)») также попала в альбом.
Группа объявила, что запись альбома закончена 29 мая 2009 года. Несколько песен из незавершённого альбома просочилось в интернет, включая песни «Helpless», дуэт с рэпером Pitbull, «Bigger» и «Masquerade», спродюсированная Брайаном Кеннеди. Сначала группа была «взбешена», они очень старались сохранить записи в секрете. В конце концов это помогло определить, какие песни были популярнее других, и Backstreet Boys использовали отзывы в своей дальнейшей работе. В 2011 году стало известно, что песни с This Is Us были целью немецкого хакера Дениза А., также известного как DJ Stolen. В его уголовном деле приведён список песен, которые он нелегально выкладывал в интернет, в их числе и песня «Masquerade».

## Синглы и релиз
Во время завершения работы над альбомом появились слухи, что первым синглом группы из нового альбома будет песня «Helpless», которую Backstreet Boys записали вместе с рэпером Pitbull. Группа ощущала сложности в выборе сингла из 5-6 имеющихся вариантов. Записав для пробы предложенные RedOne 3 песни, Backstreet Boys остановились на «Straight Through My Heart». Премьера песни состоялась 28 июля на радиостанциях в США. Сингл занял 1 место в чарте Тайваня, 3 место в Японии, 19 место в Канаде, 72 место в Великобритании и 18 место в чарте США Hot Dance Club Songs. Сингл получил золотой статус в Японии.
Музыкальное видео на следующий сингл «Bigger» было снято 2 октября 2009 года во время промотура группы в Японии. За день до выхода альбома в США (5 октября) Брайану Литтреллу был поставлен диагноз «свиной грипп». В связи с этим пришлось отменить часть промовыступлений в поддержку альбома, в том числе выступление в популярной программе The Early Show и камерный концерт для поклонников группы в PC Richard & Son Theater в Нью-Йорке 6 октября. «Bigger» был выпущен в цифровой загрузке 29 ноября 2013 года.
В США альбом дебютировал на девятой строчке хит-парада Billboard 200 с продажами 42 тыс. экземпляров в первую неделю, в Канаде This Is Us занял 3 место с продажами 9 тыс. экземпляров. Песня «Masquerade» была в широкой ротации на российских радиостанциях и поднялась на 62 строчку в чарте TopHit 100. Через 2 месяца после релиза альбом стал платиновым в Японии.

## Тур
После релиза нового альбома Backstreet Boys отправились в европейскую часть мирового турне под названием This Is Us Tour, которая продолжалась с 30 октября по 15 декабря 2009 года. В его рамках группа посетила Россию и Украину:
- 10 декабря — Санкт-Петербург (Ледовый дворец)
- 11 декабря — Москва (Крокус Сити Холл)
- 13 декабря — Киев (Дворец спорта)

В начале 2010 года группа посетила Азию и Австралию. Весной-летом 2010 года Backstreet Boys выступала в североамериканском регионе. В начале 2011 года группа посетила Латинскую Америку и Вьетнам.
Впервые со времён The Black & Blue Tour в 2001 году группа выступала с подтанцовкой (четыре девушки). В перерывах между песнями показывались видеоролики, где каждый участник группы выступал в роли героя какого-либо фильма («Матрица», «Зачарованная», «Бойцовский клуб», «Форсаж»).

## Список композиций

### Основная версия
| №   | Название                           | Автор(ы)                                                                     | Длительность |
| --- | ---------------------------------- | ---------------------------------------------------------------------------- | ------------ |
| 1.  | «Straight Through My Heart»        | Эй Джей Янусси, Кинда Хамид, Билал Хайджи, RedOne, Ноэль Янусси              | 3:28         |
| 2.  | «Bigger»                           | Макс Мартин,Тиффани Эмбер, Shellback                                         | 3:16         |
| 3.  | «Bye Bye Love»                     | Карстен Шек, Кеннет Карлин, Клод Келли                                       | 4:21         |
| 4.  | «All of Your Life (You Need Love)» | RedOne, Чарльз Хиншо, Jr.                                                    | 3:55         |
| 5.  | «If I Knew Then»                   | Карстен Шек, Кеннет Карлин, Клод Келли                                       | 3:17         |
| 6.  | «This is Us»                       | Хауи Дороу, Джордан Омли, Майкл Мани, Джеймс Шеффер, Фрэнк Романо            | 3:03         |
| 7.  | «PDA»                              | Printz Board, Марио «Текс» Джеймс                                            | 3:47         |
| 8.  | «Masquerade»                       | Брайан Кеннеди, Александр Джеймс, Busbee, Антуан Коллинс                     | 3:04         |
| 9.  | «She’s a Dream»                    | Эй Джей Маклин, Брайан Литтрелл, T-Pain, Дэн Симмонс, Ник Картер, Хауи Дороу | 3:59         |
| 10. | «Shattered»                        | Чад Роупер, Джейсон Сьюкоф, Тайрон Мак, Дэрил Кэмпер                         | 3:54         |
| 11. | «Undone»                           | Райан Теддер, Джош Хоге, Трой Джонсон                                        | 4:14         |

| №   | Название   | Автор(ы)                                                             | Длительность |
| --- | ---------- | -------------------------------------------------------------------- | ------------ |
| 12. | «Helpless» | Джордан Омли, Джеймс Шеффер, Фрэнк Романо, Майкл Мани, Армандо Перес | 3:32         |

| №   | Название                                                 | Автор(ы)                                                        | Длительность |
| --- | -------------------------------------------------------- | --------------------------------------------------------------- | ------------ |
| 12. | «International luv»                                      | Эй Джей Маклин, Брайан Литтрелл, T-Pain, Ник Картер, Хауи Дороу | 3:17         |
| 13. | «Straight through my heart (Jason Nevins mixshow remix)» |                                                                 | 5:35         |

| №   | Название                                                 | Автор(ы)                                                             | Длительность |
| --- | -------------------------------------------------------- | -------------------------------------------------------------------- | ------------ |
| 12. | «International luv»                                      | Эй Джей Маклин, Брайан Литтрелл, T-Pain, Ник Картер, Хауи Дороу      | 3:17         |
| 13. | «Helpless»                                               | Джордан Омли, Джеймс Шеффер, Фрэнк Романо, Майкл Мани, Армандо Перес | 3:32         |
| 14. | «On without you»                                         | Дэвид Зигель, Джеймс Шеффер, Джордан Омли, Майкл Мани                | 3:36         |
| 15. | «Straight through my heart (Jason Nevins mixshow remix)» |                                                                      | 5:35         |

### Подарочное издание
Подарочное издание (англ. deluxe edition) было издано во всем мире параллельно обычной версии альбома. Помимо аудио-CD, содержащего все песни из основной версии альбома (включая бонусные треки), к нему прилагается DVD диск, который включает в себя клип на первый сингл и видео с концерта группы в зале O2 в Лондоне, снятое 14 мая 2008 года.
| №  | Название                                        | Длительность |
| -- | ----------------------------------------------- | ------------ |
| 1. | «I want it that way (O2 arena)»                 |              |
| 2. | «Inconsolable (O2 arena)»                       |              |
| 3. | «The one (O2 arena)»                            |              |
| 4. | «The call (O2 arena)»                           |              |
| 5. | «Everybody (O2 arena)»                          |              |
| 6. | «Shape of my heart (O2 arena)»                  |              |
| 7. | «Straight through my heart (музыкальное видео)» |              |

### Версия, посвящённая туру в Азии
Эта версия была выпущена ограниченным тиражом 20 января 2010 года. Она включает в себя 2 диска:
- CD содержит песни из основной версии альбома и эксклюзивные бонусные треки.
- DVD включает в себя клипы на оба сингла из альбома и репортажи со съёмок.

| №  | Название                                             | Длительность |
| -- | ---------------------------------------------------- | ------------ |
| 1. | «Straight through my heart (музыкальное видео)»      |              |
| 2. | «За кулисами на съёмках «Straight through my heart»» |              |
| 3. | «Bigger (музыкальное видео)»                         |              |
| 4. | «За кулисами в Токио (2009)»                         |              |

## Хит-парады
| Страна                              | Высшая позиция | Примечание |
| ----------------------------------- | -------------- | ---------- |
| Австралия                           | 35             | [ 20 ]     |
| Мексика                             | 12             | [ 21 ]     |
| Италия                              | 21             | [ 22 ]     |
| Тайвань                             | 1              | [ 23 ]     |
| Ирландия                            | 24             | [ 24 ]     |
| Швеция                              | 17             | [ 25 ]     |
| Хорватия                            | 29             | [ 26 ]     |
| Нидерланды                          | 5              | [ 27 ]     |
| Бельгия                             | 27             | [ 28 ]     |
| Португалия                          | 17             | [ 29 ]     |
| Европа (Billboard European Hot 100) | 11             | [ 30 ]     |
| Австрия                             | 47             | [ 31 ]     |
| Дания                               | 31             | [ 32 ]     |
| Великобритания                      | 39             | [ 33 ]     |
| Финляндия                           | 24             | [ 34 ]     |
| Испания                             | 5              | [ 35 ]     |
| Бразилия                            | 9              | [ 36 ]     |
| Швейцария                           | 9              | [ 37 ]     |
| Канада                              | 3              | [ 38 ]     |
| Германия                            | 10             | [ 39 ]     |
| США (Billboard 200)                 | 9              | [ 40 ]     |
| США (Billboard Digital Albums)      | 9              | [ 41 ]     |
| Япония (Oricon)                     | 2              | [ 42 ]     |

## Даты выпуска
| Релиз                                   | Издание              | Дата выпуска     |
| --------------------------------------- | -------------------- | ---------------- |
| Япония                                  | Обычная версия       | 30 сентября 2009 |
| Япония                                  | Подарочное издание   | 30 сентября 2009 |
| Австралия Ирландия Италия Швейцария ЮАР | Обычная версия       | 2 октября 2009   |
| Австралия Ирландия Италия Швейцария ЮАР | Подарочное издание   | 2 октября 2009   |
| Великобритания Германия Гонконг Франция | Обычная версия       | 5 октября 2009   |
| Великобритания Германия Гонконг Франция | Подарочное издание   | 5 октября 2009   |
| Канада Мексика США                      | Обычная версия       | 6 октября 2009   |
| Канада Мексика США                      | Подарочное издание   | 6 октября 2009   |
| Гонконг Корея Швеция                    | Обычная версия       | 7 октября 2009   |
| Гонконг Корея Швеция                    | Подарочное издание   | 7 октября 2009   |
| Тайвань                                 | Обычная версия       | 9 октября 2009   |
| Тайвань                                 | Подарочное издание   | 9 октября 2009   |
| Бразилия                                | Обычная версия       | 15 октября 2009  |
| Бразилия                                | Подарочное издание   | 15 октября 2009  |
| Тайвань                                 | Обычная версия       | 15 октября 2009  |
| Тайвань                                 | Подарочное издание   | 15 октября 2009  |
| Азия                                    | Ограниченное издание | 20 января 2010   |
| Гонконг                                 | Ограниченное издание | 1 февраля 2010   |